# Villain (film 2018)
Villain è un film di 2018, diretto da Prem.

## Trama
La storia ruota intorno a Rama ora ha cambiato il suo nome come Ravana è un Don internazionale. Ramu si unisce alle mani dei nemici di Ravana. Il suo scopo è proteggere suo fratello Rama e unirlo a sua madre. Usa Sitha per lo scopo. Rama ha creduto che sua madre sia morta nell'incidente stradale. In realtà lei sarà viva e in attesa di suo figlio negli ultimi 20 anni. Come Ramu adempie alle sue promesse e unisce la madre e il figlio costituisce il punto cruciale della storia.

## Colonna sonora
1. Shankar Mahadevan – I am Villain – 4:31
2. Vijay Prakash, Kailash Kher, Prem, Siddharth Basrur – Tick Tick Tick – 3:50
3. Prem, Chorus – Love Aagoythe Nin Myale – 4:35
4. Armaan Malik, Shreya Ghoshal – Nodivalandava – 4:11
5. Vijay Prakash, Kushala – Bolo Bolo Raamappa – 4:22
6. Prem, Shreya Ghoshal – Rana Rana Raavana – 3:13